# Pakistan Télévision
Société Télé Pakistan (ourdou : پاکستان ٹیلی ویژن کارپوریشن; anglais : Pakistan Television Corporation) ou Pakistan Télévision (ourdou : پاکستان ٹیلی ویژن), est le réseau principal de télévision d'état au Pakistan. 